# Túi thơ song dính
Túi thơ song dính (danh pháp hai phần: Gastrochilus pseudodistichus) là một loài lan.
Cây có mặt ở Ấn Độ, Thái Lan, Trung Quốc, Việt Nam (các khu vực: Sa Pa, Kon Tum).

## Hình ảnh

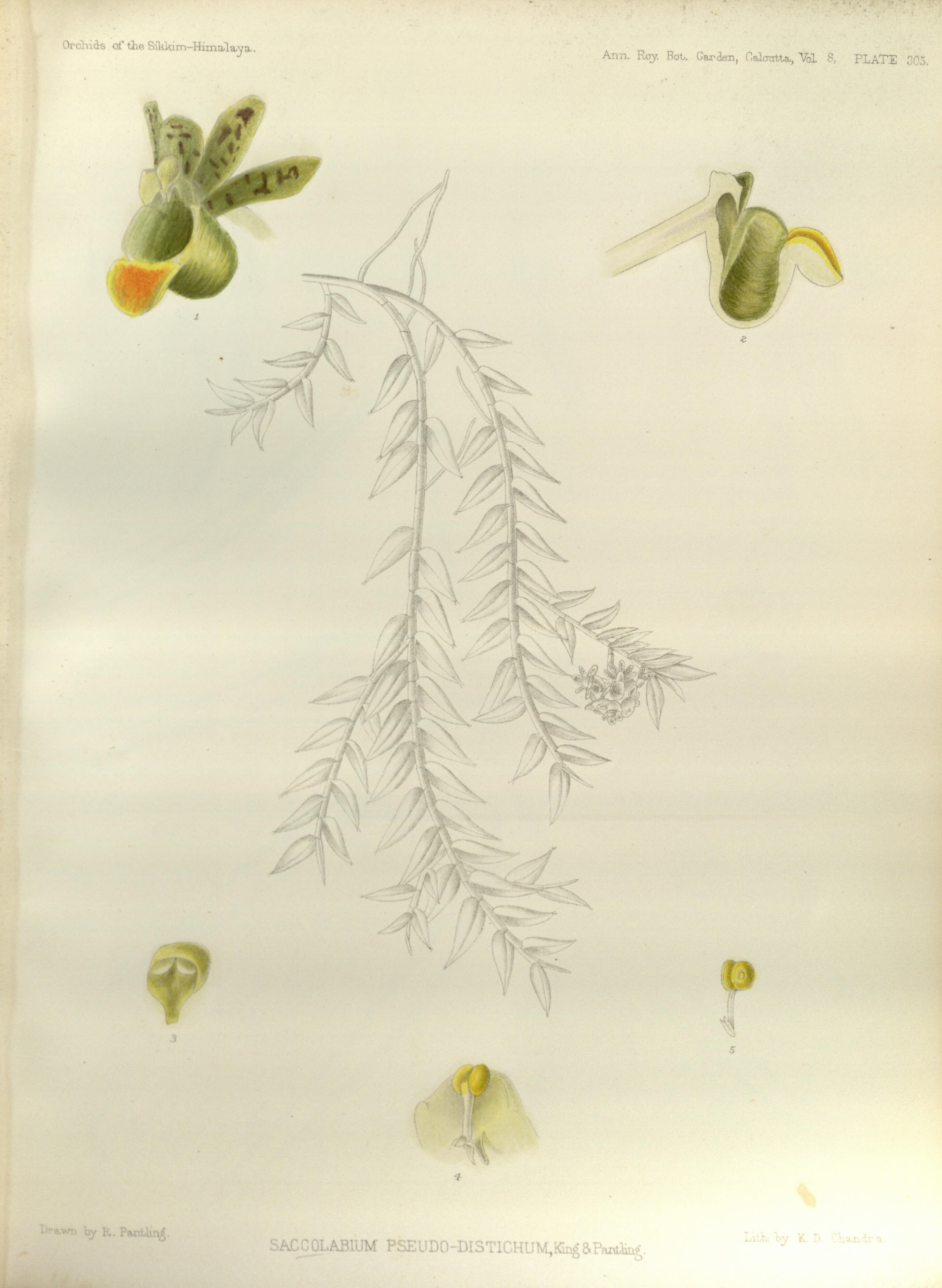